# 山本正夫 (作曲家)
山本 正夫（やまもと まさお、1880年7月1日 - 1943年4月5日）は、日本の作曲家、音楽教育者。

## 経歴
1880年、兵庫県出石郡出石松ヶ枝町（現在の豊岡市出石町松枝）生まれ。東京音楽学校本科器楽部でヘルマン・ハイドリヒにピアノを師事し、1903年7月に卒業。卒業期にはラファエル・フォン・ケーベルとノエル・ペリの指導下で歌劇の研究をした。1903年から島根県師範学校に、1909年から東京府豊島師範学校に勤める。師範学校勤務の傍、多くの童謡唱歌や校歌を制作した。退職後の1937年に帝都学園女学校を設立。
1903年7月に日本初のオペラ『オルフェオとエウリディーチェ』（旧東京音楽学校奏楽堂）に参加。

## 影響
教え子に渡邊浦人らがいる。